# 花城大輔
花城 大輔 （はなしろ だいすけ、1971年〈昭和46年〉8月3日 - ）は、日本の政治家。沖縄市長（1期）。沖縄県議会議員（4期）、自由民主党沖縄県支部連合会幹事長を歴任した。

## 来歴
沖縄中頭郡コザ市諸見里（現・沖縄県沖縄市）出身。中の町小学校、山内中学校を経て沖縄県立北谷高等学校を卒業後、陸上自衛隊に入隊。4年間勤務した後、家業である化粧品の卸などを手掛ける会社に入り、代表取締役を務めた。2009年には沖縄青年会議所理事長に就任した。
2014年、琉球大学法文学部に入学。同年、沖縄県知事選挙と同日に執行された、県議会議員補欠選挙に沖縄市選挙区から初当選。県議中は、自由民主党沖縄県支部連合会幹事長も務めた。4期目途中、桑江朝千夫市長死去のために執行された、2025年の沖縄市長選挙に自民・公明両党の推薦で立候補。投開票の結果、野党統一候補であった仲村未央を破り初当選。翌1月27日、市長に就任した。
※当日有権者数：110,875人 最終投票率：49.11%（前回比：+3.97pts）
| 候補者名 | 年齢 | 所属党派 | 新旧別 | 得票数   | 得票率 | 推薦・支持                                                 |
| -------- | ---- | -------- | ------ | -------- | ------ | ---------------------------------------------------------- |
| 花城大輔 | 53   | 無所属   | 新     | 31,267票 | 57.8%  | （推薦）自由民主党・公明党                                 |
| 仲村未央 | 52   | 無所属   | 新     | 22,801票 | 42.2%  | （推薦）立憲民主党・日本共産党・社会民主党・沖縄社会大衆党 |